# Dufourea truncata
Dufourea truncata är en biart som beskrevs av Timberlake 1939. Dufourea truncata ingår i släktet solbin, och familjen vägbin. Inga underarter finns listade i Catalogue of Life.